# 開南灣
78°10′S 162°30′W / 78.167°S 162.500°W
開南灣是南極洲的海灣，位於羅斯冰架，距離羅斯福島西北端約70公里，該海灣在1902年1月由英國探險家羅伯特·斯科特發現，並由日本南极探险家白濑矗命名。